# Emoia bismarckensis
Emoia bismarckensis är en ödleart som beskrevs av  Brown 1983. Emoia bismarckensis ingår i släktet Emoia och familjen skinkar. Inga underarter finns listade i Catalogue of Life.